# Hubert Robson Razakananantena
Hubert Robson Razakananantena (ur. 17 stycznia 1974) – madagaskarski piłkarz grający na pozycji pomocnika. W swojej karierze rozegrał 19 meczów i strzelił 2 gole w reprezentacji Madagaskaru.

## Kariera klubowa
W swojej karierze piłkarskiej Razakananantena grał w takich klubach jak: Japan Actuel’s FC, Pamplemousses SC i AS Saint Michel. Z Pamplemousses wywalczył między innymi mistrzostwo Mauritiusa w sezonie 2010 i zdobył Puchar Mauritiusa w 2009, a z AS Saint-Michel sięgnął po Puchar Madagaskaru w 2014 roku.

## Kariera reprezentacyjna
W reprezentacji Madagaskaru Razakananantena zadebiutował 25 maja 1996 roku w zremisowanym 0:0 towarzyskim meczu z Mauritiusem, rozegranym w Beau Bassin. Od 1996 do 2008 wystąpił w kadrze narodowej 19 razy i strzelił 2 gole.